# Miglio (atletica leggera)
Il miglio è una specialità di mezzofondo dell'atletica leggera che si corre sulla distanza di un miglio terrestre; è diffuso nel mondo anglosassone e non è una gara facente parte del programma olimpico, le cui competizioni in linea si tengono su distanze conformi al sistema metrico decimale.
È tuttavia abbastanza diffuso nei Paesi del Commonwealth e negli Stati Uniti (unico grande Paese a non adottare ufficialmente il sistema metrico) e, occasionalmente, anche nelle riunioni internazionali di atletica leggera.

## Caratteristiche
La corsa si svolge su una distanza di 1 609,344 metri, corrispondenti a un miglio terrestre.
Essendo le piste d'atletica omologate secondo gli standard di gara espressi nel sistema metrico, e avendo l'anello all'aperto dello stadio una lunghezza di 400 metri, la gara sul miglio si svolge su quattro giri di pista con partenza arretrata di 9,344 metri rispetto alla linea d'arrivo in modo da avere una lunghezza totale di 1 609,344 metri.

## Record

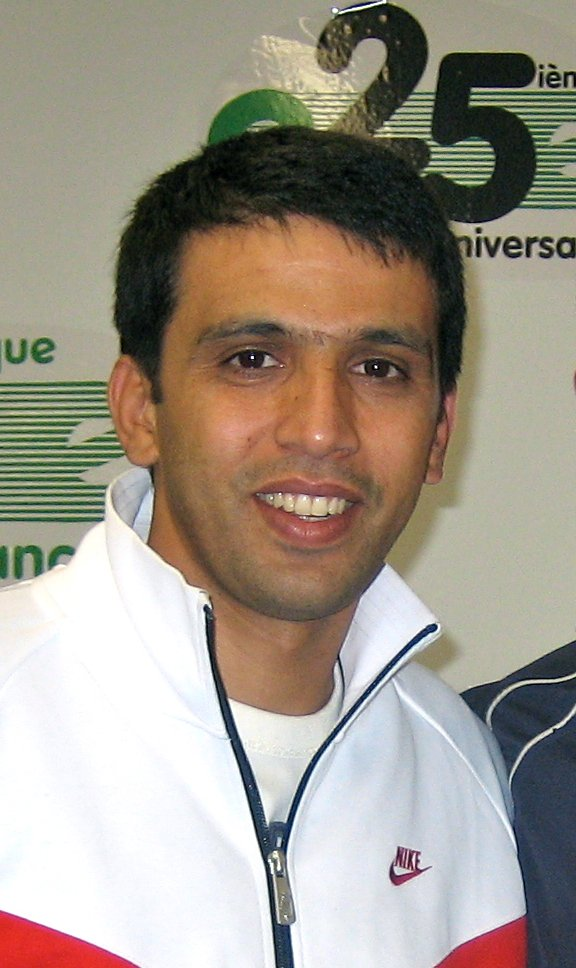
Hicham El Guerrouj, primatista mondiale del miglio

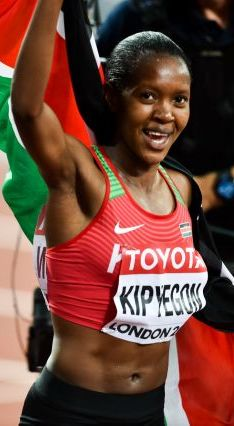
Faith Kipyegon, detentrice del record mondiale femminile

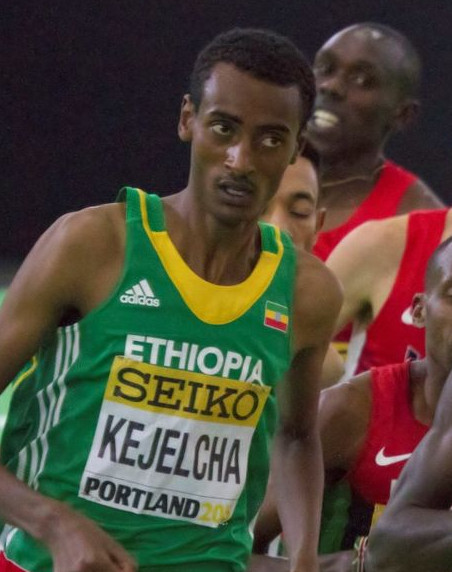
Yomif Kejelcha, ex detentore del record mondiale indoor

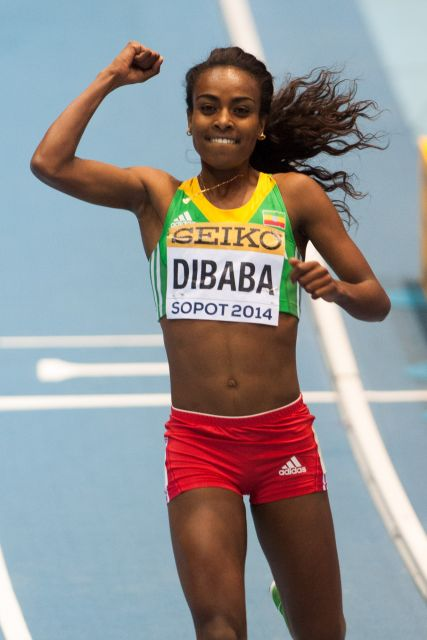
Genzebe Dibaba, primatista mondiale del miglio indoor

Il record mondiale maschile è detenuto dal marocchino Hicham El Guerrouj con il tempo di 3'43"13, stabilito a Roma il 7 luglio 1999, mentre il primato femminile appartiene alla keniana Faith Kipyegon, con il tempo di 4'07"64, stabilito il 21 luglio 2023 nel Principato di Monaco. A livello indoor i record mondiali sono detenuti dall'etiope Yomif Kejelcha, con il tempo di 3'47"01 corso il 3 marzo 2019 a Boston, e dalla connazionale Genzebe Dibaba, con il tempo di 4'13"31 ottenuto il 17 febbraio 2016 a Stoccolma.

### Maschili
Statistiche aggiornate al 17 settembre 2023.
|                             | Tempo   | Atleta             | Luogo               | Data              |
| --------------------------- | ------- | ------------------ | ------------------- | ----------------- |
| Record mondiale             | 3'43"13 | Hicham El Guerrouj | Roma                | 7 luglio 1999     |
| Record africano             | 3'43"13 | Hicham El Guerrouj | Roma                | 7 luglio 1999     |
| Record asiatico             | 3'47"97 | Daham Najim Bashir | Oslo                | 29 luglio 2005    |
| Record europeo              | 3'43"73 | Jakob Ingebrigtsen | Eugene              | 16 settembre 2023 |
| Record nord-centroamericano | 3'43"97 | Yared Nuguse       | Eugene              | 16 settembre 2023 |
| Record oceaniano            | 3'47"48 | Oliver Hoare       | Oslo                | 16 giugno 2022    |
| Record sudamericano         | 3'51"05 | Hudson de Souza    | Oslo                | 29 luglio 2005    |
| Record nazionale            | 3'51"96 | Gennaro Di Napoli  | San Donato Milanese | 30 maggio 1992    |

### Femminili
Statistiche aggiornate al 21 luglio 2023.
|                             | Tempo   | Atleta               | Luogo     | Data              |
| --------------------------- | ------- | -------------------- | --------- | ----------------- |
| Record mondiale             | 4'07"64 | Faith Kipyegon       | Monaco    | 21 luglio 2023    |
| Record africano             | 4'07"64 | Faith Kipyegon       | Monaco    | 21 luglio 2023    |
| Record asiatico             | 4'17"75 | Maryam Yusuf Jamal   | Bruxelles | 14 settembre 2007 |
| Record europeo              | 4'12"33 | Sifan Hassan         | Monaco    | 12 luglio 2019    |
| Record nord-centroamericano | 4'16"35 | Nikki Hiltz          | Monaco    | 21 luglio 2023    |
| Record oceaniano            | 4'15"34 | Jessica Hull         | Monaco    | 21 luglio 2023    |
| Record sudamericano         | 4'27"41 | Joselyn Daniely Brea | Monaco    | 21 luglio 2023    |
| Record nazionale            | 4'23"29 | Gabriella Dorio      | Viareggio | 14 agosto 1980    |

### Maschili indoor
Statistiche aggiornate al 8 febbraio 2025.
|                             | Tempo   | Atleta          | Luogo        | Data             |
| --------------------------- | ------- | --------------- | ------------ | ---------------- |
| Record mondiale             | 3'46"63 | Yared Nuguse    | New York     | 8 febbraio 2025  |
| Record africano             | 3'47"01 | Yomif Kejelcha  | Boston       | 3 marzo 2019     |
| Record asiatico             | 3'56"01 | Kazuto Iizawa   | Boston       | 4 febbraio 2023  |
| Record europeo              | 3'49"26 | Andrew Coscoran | New York     | 8 febbraio 2025  |
| Record nord-centroamericano | 3'46"63 | Yared Nuguse    | New York     | 8 febbraio 2025  |
| Record oceaniano            | 3'47"48 | Cam Myers       | New York     | 8 febbraio 2025  |
| Record sudamericano         | 3'56"26 | Hudson de Souza | Fayetteville | 10 febbraio 2001 |
| Record nazionale            | 3'55"71 | Pietro Arese    | Padova       | 29 gennaio 2023  |

### Femminili indoor
Statistiche aggiornate al 29 gennaio 2022.
|                             | Tempo   | Atleta             | Luogo           | Data             |
| --------------------------- | ------- | ------------------ | --------------- | ---------------- |
| Record mondiale             | 4'13"31 | Genzebe Dibaba     | Stoccolma       | 17 febbraio 2016 |
| Record africano             | 4'13"31 | Genzebe Dibaba     | Stoccolma       | 17 febbraio 2016 |
| Record asiatico             | 4'24"71 | Maryam Yusuf Jamal | Birmingham      | 20 febbraio 2010 |
| Record europeo              | 4'17"14 | Doina Melinte      | East Rutherford | 9 febbraio 1990  |
| Record nord-centroamericano | 4'16"85 | Elinor Purrier     | New York        | 8 febbraio 2020  |
| Record oceaniano            | 4'24"06 | Jessica Hull       | New York        | 29 gennaio 2022  |
| Record sudamericano         | 4'38"86 | Rolanda Bell       | New York        | 20 gennaio 2017  |
| Record nazionale            | 4'21"51 | Sintayehu Vissa    | Boston          | 2 marzo 2025     |

Legenda:
: record mondiale
: record africano
: record asiatico
: record europeo
: record nord-centroamericano e caraibico
: record oceaniano
: record sudamericano
: record italiano

## Migliori atleti

### Maschili outdoor
Statistiche aggiornate al 4 settembre 2024.
|     | Tempo   | Atleta             | Luogo    | Data              |
| --- | ------- | ------------------ | -------- | ----------------- |
| 1.  | 3'43"13 | Hicham El Guerrouj | Roma     | 7 luglio 1999     |
| 2.  | 3'43"40 | Noah Ngeny         | Roma     | 7 luglio 1999     |
| 3.  | 3'43"73 | Jakob Ingebrigtsen | Eugene   | 16 settembre 2023 |
| 4.  | 3'43"97 | Yared Nuguse       | Eugene   | 16 settembre 2023 |
| 5.  | 3'44"39 | Noureddine Morceli | Rieti    | 5 settembre 1993  |
| 6.  | 3'45"34 | Josh Kerr          | Eugene   | 25 maggio 2024    |
| 7.  | 3'46"32 | Steve Cram         | Oslo     | 27 luglio 1985    |
| 8.  | 3'46"38 | Daniel Komen       | Berlino  | 26 agosto 1997    |
| 9.  | 3'46"70 | Vénuste Niyongabo  | Berlino  | 26 agosto 1997    |
| 10. | 3'46"76 | Saïd Aouita        | Helsinki | 2 luglio 1987     |

### Femminili outdoor
Statistiche aggiornate al 22 luglio 2023.
|     | Tempo    | Atleta              | Luogo      | Data             |
| --- | -------- | ------------------- | ---------- | ---------------- |
| 1.  | 4'07"64  | Faith Kipyegon      | Monaco     | 21 luglio 2023   |
| 2.  | 4'12"33  | Sifan Hassan        | Monaco     | 12 luglio 2019   |
| 3.  | 4'12"56  | Svetlana Masterkova | Zurigo     | 14 agosto 1996   |
| 4.  | 4'14"30  | Genzebe Dibaba      | Rovereto   | 6 settembre 2016 |
| 5.  | 4'14"58  | Ciara Mageean       | Monaco     | 21 luglio 2023   |
| 6.  | 4'14"79  | Freweyni Hailu      | Monaco     | 21 luglio 2023   |
| 7.  | 4'15"24  | Laura Muir          | Monaco     | 21 luglio 2023   |
| 8.  | 4'15"34  | Jessica Hull        | Monaco     | 21 luglio 2023   |
| 9.  | 4'15"61  | Paula Ivan          | Nizza      | 10 luglio 1989   |
| 10. | 4'15"8 m | Natalya Artyomova   | Leningrado | 5 agosto 1984    |

### Maschili indoor
Statistiche aggiornate al 8 febbraio 2025.
|     | Tempo   | Atleta             | Luogo    | Data             |
| --- | ------- | ------------------ | -------- | ---------------- |
| 1.  | 3'46"63 | Yared Nuguse       | New York | 8 febbraio 2025  |
| 2.  | 3'46"90 | Hobbs Kessler      | New York | 8 febbraio 2025  |
| 3.  | 3'47"01 | Yomif Kejelcha     | Boston   | 3 marzo 2019     |
| 4.  | 3'47"48 | Cam Myers          | New York | 8 febbraio 2025  |
| 5.  | 3'47"56 | Azeddine Habz      | New York | 8 febbraio 2025  |
| 6.  | 3'48"45 | Hicham El Guerrouj | Gand     | 12 febbraio 1997 |
| 7.  | 3'48"82 | Gary Martin        | New York | 8 febbraio 2025  |
| 8.  | 3'48"87 | Josh Kerr          | Boston   | 27 febbraio 2022 |
| 9.  | 3'49"22 | Neil Gourley       | New York | 8 febbraio 2025  |
| 10. | 3'49"26 | Andrew Coscoran    | New York | 8 febbraio 2025  |

### Femminili indoor
Statistiche aggiornate al 21 luglio 2023.
|     | Tempo   | Atleta                   | Luogo           | Data             |
| --- | ------- | ------------------------ | --------------- | ---------------- |
| 1.  | 4'13"31 | Genzebe Dibaba           | Stoccolma       | 17 febbraio 2016 |
| 2.  | 4'16"16 | Gudaf Tsegay             | Toruń           | 8 febbraio 2023  |
| 3.  | 4'16"85 | Ellinor Purrier          | New York        | 8 febbraio 2020  |
| 4.  | 4'17"14 | Doina Melinte            | East Rutherford | 9 febbraio 1990  |
| 5.  | 4'17"26 | Konstanze Klosterhalfen  | New York        | 8 febbraio 2020  |
| 6.  | 4'17"88 | Jemma Reekie             | New York        | 8 febbraio 2020  |
| 7.  | 4'18"75 | Laura Muir               | Birmingham      | 16 febbraio 2019 |
| 8.  | 4'18"99 | Paula Ivan               | East Rutherford | 10 febbraio 1989 |
| 9.  | 4'19"73 | Gabriela DeBues-Stafford | New York        | 8 febbraio 2020  |
| 10. | 4'19"89 | Sifan Hassan             | New York        | 11 febbraio 2017 |